# Syrrhopodon virgulicola
Syrrhopodon virgulicola är en bladmossart som beskrevs av William Dean Reese 1994. Syrrhopodon virgulicola ingår i släktet Syrrhopodon och familjen Calymperaceae. Inga underarter finns listade i Catalogue of Life.